# Lovön
Lovön es una isla situada en el lago Mälaren en el país europeo de Suecia, que administrativamente la incluye en el municipio de Ekerö de la provincia de Estocolmo. Era un municipio aparte hasta 1952, cuando se unió con el municipio de Ekerö. El mayor atractivo de Lovön es el palacio de Drottningholm y sus muchos jardines públicos, los cuales fueron construidos en la isla en 1580.
Se sabe bastante sobre la historia de esta isla a pesar de ser tan pequeña. Debido a su actual condición de Patrimonio de la Humanidad, se realizaron muchas investigaciones sobre su historia. Se estima que Lovön ha estado habitada desde alrededor del siglo 25 antes de cristo.